# David Yonggi Cho
David Yonggi Cho, född 14 februari 1936 i Uiju-gu i Ulsan, död 14 september 2021 i Seoul, var en sydkoreansk pastor och grundare av världens största församling, Yoido Full Gospel Church i Seoul (över 840 000 medlemmar 2002).

## Biografi
Som tonåring låg Yonggi Cho för döden i tbc. Han kom över en Bibel, läste den på sjukbädden och konverterade som 17-åring från buddhismen till kristendomen. Yonggi Cho själv tackade Gud för sitt tillfrisknande och förkunnade och praktiserade under resten av livet helande genom tro.
1956–1958 studerade han teologi vid Full Gospel Bible College i Seoul. Där lärde Cho känna sin blivande svärmor Choi Ja-Shil, i vars hem han höll sin första predikan som nybakad teolog, i maj 1958. Bara Choi och hennes tre barn deltog i gudstjänsten men församlingen växte snabbt till femtio medlemmar. Man började fira gudstjänst i ett gammalt militärtält i slumområdet Daejodong och bjöd in människor genom målmedvetna dörrknackningskampanjer. Efter fyra år hade församlingen 1 200 medlemmar och kunde köpa en egen tomt i Seodaemun.
1971 hade församlingen 10 000 medlemmar. 1973 flyttade de in i den nybyggda kyrkan på ön Yoido, där församlingen kom att växa explosionsartat. 1979 hade man omkring 100 000 medlemmar, året efter hade antalet dubblerats och 1985 var de en halv miljon.
Yonggi Cho avgick som församlingens föreståndare i samband med dess 50-årsjubileum 2008. Samtidigt grundade kyrkan en stiftelse för hjälpverksamhet, Sharing Love and Happiness Foundation, vars ledare Yonggi Cho varit allt sedan dess. Som "pastor emeritus" har Cho även ett fortsatt informellt inflytande i församlingen, där han bland annat predikar regelbundet.

### Andra organisationer
Cho grundade 1976 organisationen Church Growth International.
Under perioden 1992–2000 var Cho ordförande för World Assemblies of God Fellowship.

### Brottsanklagelser och dom
En grupp äldste i församlingen anklagade 2011 Yonggi Cho för nepotism och förskingring av kyrkans medel. De påtalade att familjemedlemmar som hustrun Kim Sung-hye och den äldste sonen Jun-hee (tidigare chef på den församlingsägda dagstidningen Kookmin Ilbo) tilldelats ledande positioner i ledningen för Sharing Love and Happiness Foundation. Cho anklagades även för att ha använt stiftelsens pengar till att rädda Jun-hee från konkurs, sedan denne förlorat miljonbelopp i aktieaffärer. Detta föranledde åklagarmyndigheten i Seoul att, i slutet av september 2011, inleda en förundersökning mot pastor Cho.
År 2014 dömdes han till tre års villkorligt fängelsestraff och böter motsvarande 30 miljoner kronor för förskingring av motsvarande 136 miljoner kronor och trolöshet mot huvudman (församlingen). Hans äldste son Heejun Cho dömdes till tre års fängelse. Domen pekade ut sonen Heejun Cho som huvudsaklig gärningsman, men framhöll att brotten inte varit möjliga utan godkännande av pastor Cho som litade på sin son och undertecknade åtskilliga handlingar i de olagliga transaktionerna.

### Utgivet på svenska
- 1980 –  Den fjärde dimensionen. Översättning: Hallberg Daniel. Stockholm: Norman. Libris 7415028. ISBN 91-536-3796-8
- 1985 –  Framgångsrika böneceller. Översättning: Liljebäck John, Nilsson Anna-Carin. Stockholm: Tonoskrift. Libris 536376
- 1986 – Cho, Yong-gi; Manzano R. Whitney. Bön: nyckeln till väckelse. Översättning: Nilsson Britt (Nya utgåvor 1992 och 2019). Uppsala: Livets ord. Libris 7669662. ISBN 91-7866-032-7
- 1987 – Cho, Yong-gi; Manzano R. Whitney. Räkna med tillväxt!. Översättning: Johansson-Grape Maria. Uppsala: Livets ord. Libris 7669689. ISBN 91-7866-061-0
- 1991 –  Frälsning, hälsa & framgång: [vår trefaldiga välsignelse i Kristus]. Stockholm: Södermalmmedia. Libris 7794417. ISBN 91-971466-1-7
- 1994 –  Visioner: om vår slutliga seger. Översättning: Bystedt-Mellberg Valborg. Stockholm: Interskrift. Libris 7636439. ISBN 91-7336-474-6
- 1994 –  Med Gud i arbetslivet: David Yonggi Cho's bibelundervisning för kristna affärsmän. Översättning: Karlendal Mikael. Örebro: Marcus. Libris 7594808. ISBN 91-7038-760-5
- 1994 –  Den helige Ande - min hjälpare. Översättning: Bystedt-Mellberg Valborg. Stockholm: Interskrift. Libris 7636427. ISBN 9173364622
- 1999 –  Hur du ber: riktlinjer för bön. Översättning: Karin Hård (Ny utgåva 2001). Uppsala: Livets ord. Libris 7669877. ISBN 91-7866-396-2
- 2002 –  Guds natur. Översättning: Lindgren Elisabeth (Ny utgåva 2013). Uppsala: Livets ords förl. Libris 8433080. ISBN 91-7866-465-9
- 2015 –  Ett liv i hoppets tjänst: en biografi. Översättning: Engholm Henrik. Stockholm: Livets Ords förlag. Libris 17719729. ISBN 9789178669332
- 2018 – Cho, Yong-gi; Goodall Wayde. Tro: att lita på den Gud som är för dig. Översättning: Kärnbo Cecilia. [Uppsala]: Livets ords förlag. Libris 2bhktntm0p6ntrz4. ISBN 9789188430694